# 두바이 스포츠 시티

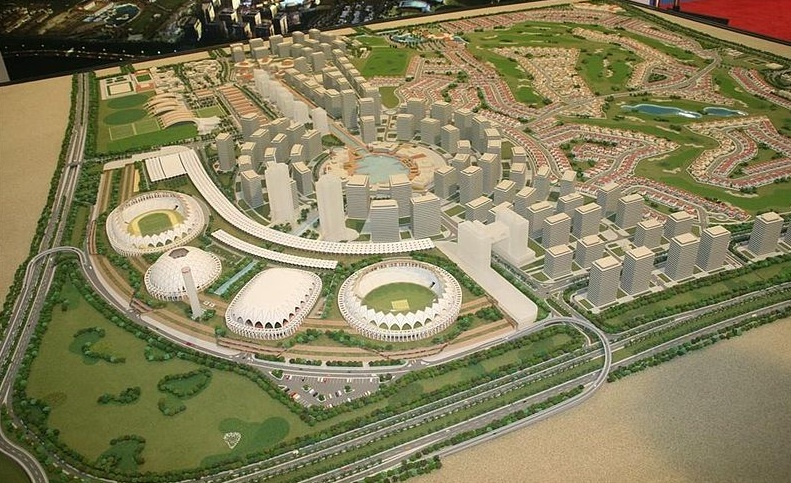

두바이 스포츠 시티(아랍어: مدينة دبي الرياضية, 영어: Dubai Sports City, DSC)는 아랍에미리트 두바이 두바이랜드에 건설중인 종합 스포츠 지구이다. 원래는 2016년 하계 올림픽 유치를 위해 계획되었다. 2009년 4월에 크리켓 경기장 (두바이 국제 크리켓 경기장)이 먼저 완성되었다.